# Salbeiküchlein

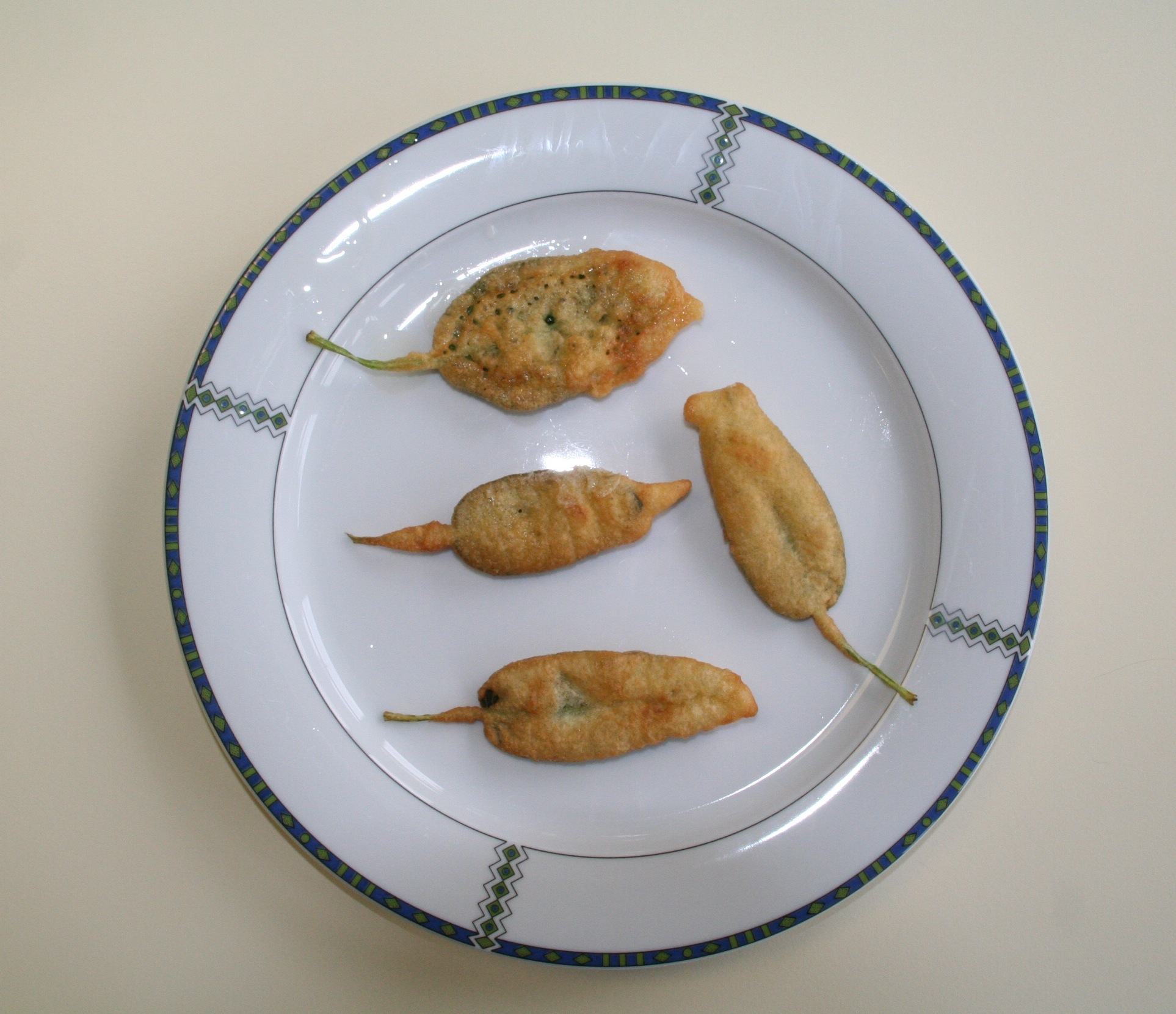
Frische Salbeiküchlein

Salbeiküchlein sind ein traditionelles Gericht aus unzerkleinerten Salbeiblättern, die in einem Teig in Schmalz, Butter oder Öl gebacken werden. Wegen ihrer Form, die mit dem aus dem Teig ragenden Salbeistengel an den Schwanz einer Maus erinnert, werden sie in Südtirol Salbeimaus, schwäbisch Mäusle und schweizerdeutsch Müsli(-chüechli) genannt.

## Zubereitung
Als Teig wird ein beliebiger Teig empfohlen, in der Regel ein Ausbackteig mit Bier oder Wein oder einer Brandmasse, der Eiweiß und Eigelb getrennt oder mit einem geringeren Anteil von Eigelb  oder auch ganz ohne Eigelb zugerührt wird. Nach Bedarf wird dem Teig Zimt, Safran oder anderes Gewürz zugegeben. Die Salbeiblätter werden gewaschen, getrocknet, durch den flüssigen Teig gezogen, bis sie beidseitig mit Teig bedeckt sind, und dann in erhitztem Fett – Butter, Schmalz oder Öl – goldbraun gebacken. Überschüssiges Fett wird gegebenenfalls mit Zellstoff abgenommen oder zwischen zwei Gabeln vorsichtig abgepresst. Als Süßspeise können sie mit Zucker und Zimt, als Beilage zu anderen Gerichten auch mit Salz bestreut werden.

## Frankreich
Im Französischen heißen sie beignets de sauge oder beignets aux feuilles de sauge. Der Thresor de santé (1607), der die französische Küche der zweiten Hälfte des 16. Jahrhunderts dokumentiert, beschreibt ihre Zubereitung wie folgt: „Man macht damit [d.h. mit Salbei] Krapfen (bignets), indem man die schönsten und größten Blätter der Salbei in einem Teig aus feinem Mehl einhüllt, den man [zuvor] knetet und auflockert mit Eiern, Zucker, Zimt und Safran, und indem man sie in frischer Butter in der Pfanne bäckt.“

## Italien
Im Italienischen sind sie als frittelle di salvia bekannt. Ein italienisches Rezept des 15. Jahrhunderts beschreibt die Zubereitung ähnlich wie der Thresor de santé, stellt als Backfett Schmalz oder Öl zur Wahl und weist darauf hin, dass statt Salbei auch die Blätter von Borretsch verwendet werden können.

## Literarische Zeugnisse
Salbeiküchlein haben auch in die Literatur und Dichtung Eingang gefunden. Das frühneuzeitliche Schlemmerlied Ein hen[n]lein weiß,  das von Antonio Scandello vertont, vielleicht auch verfasst und in dessen Sammlung Nawe vnd lustige Weltliche Deudsche Liedlein 1570 erstmals gedruckt, dann auch von Johann Fischart in dessen Geschichtklitterung (erste Ausgabe von 1575) und später von anderen Herausgebern in zahlreiche weitere Sammlungen übernommen wurde, besingt das Backen von Salbei- und Spritzküchlein mit den Versen: „backen wir ein k[ü]chelein, / meuselein vnd streubelein, / vnd trinken auch den k[ü]len Wein“. Gottfried Keller schrieb 1860 in Das Fähnlein der sieben Aufrechten: „… auch nahm sie (Frau Hediger) eine tüchtige Handvoll Salbeiblätter, tauchte sie in einen Eierteig und buk sie in heisser Butter zu sogenannten Mäuschen, da die Stiele der Blätter wie Mausschwänze aussahen....“